# 蔡山站
蔡山站位于湖北省黄冈市黄梅县蔡山镇，是京九铁路的一座火车站，等级为四等站，距北京西站1273公里，距常平站1042公里，本站及相邻上下行区间均为电气化区段。车站建于1996年，现办理客运货运业务。